# گاوسو ساچو
گاوسو ساچو (انگلیسی: Gaoussou Sackho؛ زادهٔ ۸ فوریهٔ ۱۹۹۵) بازیکن فوتبال اهل فرانسه است.